# لوالورفان
لوالورفان (انگلیسی: Levallorphan) ترکیبی است که به عنوان یک مسکن اپیوئیدی مورد استفاده است.